# Centris bitaeniata
Centris bitaeniata là một loài Hymenoptera trong họ Apidae. Loài này được Moure mô tả khoa học năm 2002.